# Luiz Carpenter

Luiz Carpenter

Luiz Frederico Sauerbronn Carpenter (Nova Friburgo, 27 de agosto de 1876 – Rio de Janeiro, 10 de abril de 1957) foi um advogado, jurista e professor brasileiro.

## Biografia
Completou seus estudos no Liceu Nacional de Friburgo em 1898. Começou a exercer o magistério aos 22 anos, no Rio de Janeiro, tornando-se catedrático de direito processual da então Faculdade Livre de Direito do Rio de Janeiro e de direito judiciário da mesma enquanto chamada Faculdade Nacional de Direito da Universidade do Brasil. Licenciou-se na Ordem dos Advogados do Brasil em 1932.
Em 1935 fundou a Faculdade de Direito do Rio de Janeiro, hoje Faculdade de Direito da Universidade do Estado do Rio de Janeiro, da qual foi seu primeiro diretor (até 1938) e catedrático de direito civil.
Foi preso em 1935, acusado de participar da Intentona Comunista. Faleceu na capital e foi enterrado no cemitério luterano de sua cidade natal.

## Homenagens
Em Nova Friburgo, onde nasceu, hoje há uma biblioteca com seu nome.
O diretório acadêmico da Faculdade de Direito da Universidade do Estado do Rio de Janeiro recebeu o nome de Centro Acadêmico Luiz Carpenter (CALC), assim chamado até hoje, em sua homenagem.